# بمب‌گذاری‌های ۱۱ مه ۲۰۱۶ بغداد
در ۱۱ مه ۲۰۱۶ (۲۲ اردیبهشت ۱۳۹۵) بر اثر انفجار یک خودروی بمب‌گذاری شده در بغداد، دست کم ۶۴ نفر کشته و ۸۷ نفر زخمی شدند. این بمب در ساعات اوج آمدوشد در بازار شلوغی واقع در بخش شرقی شهرک صدر در شمال بغداد منفجر شد. ساعاتی بعد، طی یک حمله انتحاری که در محله کاظمین رخ داد ۱۷ نفر کشته و ۴۳ نفر زخمی شدند. در منطقه جامعه در غرب بغداد نیز انفجار یک خودرو، حداقل ۱۳ نفر کشته شدند.
در بمب‌گذاری دیگر، انفجار خودرویی در خیابان ربیع در غرب بغداد ۷ نفر کشته و بیست تن دیگر زخمی شدند.